# Bettina Kiraly
Bettina Kiraly (* 1979 in Hollabrunn) ist eine österreichische Schriftstellerin. Sie schreibt Romane in den Genres Liebesroman, Krimi und historischer Roman.

## Leben
Geboren in Niederösterreich absolvierte sie 1997 die Matura mit Schwerpunkt in Humanpsychologie am Aufbaugymnasium in Hollabrunn. Es folgten Tätigkeiten als Rechtsanwalts-Sekretärin und Notariatsangestellte, bis sie 2007 ihre Tätigkeit als Schriftstellerin aufnahm und mit dem historischen Roman Des Verführers Gast debütierte.
Sie lebt und arbeitet derzeit in Hollabrunn, Österreich, ist verheiratet und hat zwei Kinder.

## Bibliografie
Racing Love – Reihe
1. Poleposition für die Liebe. dp Digital Publishers, Stuttgart 2017, ISBN 978-3-96087-534-5.
2. Boxenstopp für einen Kuss. dp Digital Publishers, Stuttgart 2018, ISBN 978-3-96087-227-6.

 Als Teil der "Secret Desires" – Reihe 
- Secret Desires 5 : Mein heißer Toyboy. Secret Desires 2017, ISBN 978-3-96087-221-4.
- Secret Desires 9 : Magic Callboy – Eine Nacht, die alles verändert. Secret Desires 2017, ISBN 978-3-96087-556-7
- Secret Desires 10 : Hot Neighbors – Mein Nachbar, sein Freund und ich. Secret Desires 2017, ISBN 978-3-96087-223-8

Romane
- Gefährliches Herz. Forever, Berlin 2014, ISBN 978-3-95818-011-6.
- Das Geheimnis des Komponisten. BoD, Norderstedt 2014, ISBN 978-3-7357-9361-4.
- Mein Herz schlägt in deinem Takt. dead soft verlag, Mettingen 2016, ISBN 978-3-96089-023-2.
- Ich träumte von deiner Liebe. dp Digital Publishers, Stuttgart 2017, ISBN 978-3-96087-500-0.
- forever love – Ich sehe Liebe. dead soft verlag, Mettingen 2017, ISBN 978-3-96089-143-7.
- Gefährliches Herz. bookshouse, Polemi 2018, ISBN 978-9-96353-900-0.

Novellen
- Ein Happy End für die Liebe. booksnacks, Stuttgart 2016, ISBN 978-3-96087-070-8.
- Der Job meiner Träume. BoD, Norderstedt 2017, ISBN 978-3-7431-6651-6.
- Im Vorzimmer des Millionärs (2017)

Kurzgeschichten
- „Albtraum“ & „Zwei“. Erwachen. Anthologie. (2013)
- „Frageliste“. 100 Autoren über die Schulter geschaut. Anthologie. (2013)
- „Träume“ & „Erwachen“. FrühlingsErwachen: Aufbruch, Wandel, Neubeginn. Anthologie. (2013)
- Sechs heiße Nächte – Erste Male für sechs Paare aus sechs Romanen (2014)
- „Mein Deckel“. Eight Shades of Love – Liebe achtmal anders. Anthologie. (2015)
- „Wiedergutmachung“. Kurze Geschichten für Zwischendurch. Anthologie. (2015)
- Bürodates – Hitze am Arbeitsplatz (2015)
- Mörderisches Weinviertel. Berger & Söhne, Wien 2017, ISBN 978-385028-794-4.

### Veröffentlichungen unter dem Pseudonym Ester D. Jones
Drei einsame Herzen – Trilogie
1. Neugier des Herzens (2016)
2. Täuschung des Herzens (2016)
3. Kapitulation des Herzens (2016)

Der Gentleman seines Herzens – Reihe
1. Das Verbotene Verlangen des Earls (2017)
2. Band in Vorbereitung

Romane
- Im Wettstreit der Gefühle (2012)
- Des Verführers Gast – Entflammte Gefühle (2012)
- Das Geheimnis von Rosewood – Geheimnis ihres Herzens (2012)

### Veröffentlichungen unter dem Pseudonym Betty Kay
Mystic Wings – Reihe
1. Mystic Wings – Ein mörderisches Geschenk. Createspace, 2012, ISBN 978-1-47822-024-4.
2. Mystic Wings – Blutiges Lösegeld. Createspace, 2012, ISBN 978-1-47824-873-6.
3. Mystic Wings – Tödliche Besessenheit. Createspace, 2012, ISBN 978-1-47824-889-7.
4. Mystic Wings – Schmutzige Geschäfte. Createspace, 2012, ISBN 978-1-47824-891-0.

Adolescentia Aeterna – Reihe
1. Adolescentia Aeterna – Die Entdeckung der Ewigen Jugend. Createspace, 2014, ISBN 978-1-49527-799-3.
2. Adolescentia Aeterna – Die Neuordnung der Ewigen Jugend. Createspace, 2014, ISBN 978-1-49528-467-0.
3. Adolescentia Aeterna – Die Bedrohung der Ewigen Jugend. Createspace, 2014, ISBN 978-1-50042-257-8.

- Adolescentia Aeterna – Jul: Sein Weg zum Ältesten der Bruderschaft. Createspace, 2014, ISBN 978-3-84501-476-0.
- Adolescentia Aeterna – Manus: Warten auf die wahre Liebe. Createspace, 2015, ISBN 978-3-84501-611-5.

Novellen
- Zukunftsliebe – Dämmerung (2017)

Kurzgeschichten
- „Der Stuhl“. UN(D)-PATHO-LOGISCHES. Anthologie. (2012)
- In Arbeit: Kurzgeschichten. Testduo, Laboe 2010, ISBN 978-3-942024-12-9.
- Mysteryreihen-Special – inklusive der Kurzgeschichte Albtraum (2014)